# Palma del Río
Palma del Río er en by og kommune i det sydlige Spanien i provinsen Córdoba. Den har et indbyggertal på 20.546 (2024) indbyggere.